# STIEP
O STIEP é um bairro de Salvador. Local residencial, mas com forte crescimento de edifícios empresariais.
O nome do bairro origina-se da sigla "Sindicato dos Trabalhadores das Indústrias de Extração de Petróleo" da Bahia, que tinha sua sede instalada nesse local há algumas décadas.
No STIEP estão localizados a Federação das Indústrias do Estado da Bahia (FIEB), o Parque Residencial dos Bancários, o Hospital Sarah Kubitschek, o Centro Universitário da Bahia (FIB/Estácio), o Centro de Convenções da Bahia e a capela de Movimento de Schoenstatt.
O STIEP é cercado pelos bairros Costa Azul ao sul, Pituba ao oeste, Jardim Armação ao sudeste, Boca do Rio ao leste e a Avenida Paralela ao norte.
O STIEP tem características naturais interessantes. Apesar de estar situado em uma área urbana, o bairro, além de contar com suas famosas dunas (entre o STIEP, Jardim de Alá e Costa Azul), tem a bela Lagoa dos Frades (onde foi construída Lagoa dos Dinossauros) e uma rica fauna tropical. As matas que permeiam o Parque Residencial dos Bancários e o Condomínio Vale dos Rios são ricos em pássaros e outras espécies. 